# Diplostephium
Diplostephium là một chi thực vật có hoa trong họ Cúc (Asteraceae).

## Loài
Chi Diplostephium gồm các loài: